# Spektrales Lochbrennen
Spektrales Lochbrennen (englisch spectral hole burning) ist ein Begriff aus der Physik der Laser und eine der beiden Formen des Lochbrennens.
Beim spektralen Lochbrennen wird die Verstärkung bestimmter Frequenzen des elektromagnetischen Spektrums im Laserresonator aufgrund von Übersättigung unterdrückt. Der Effekt tritt bei inhomogener Linienverbreiterung auf, bspw. bei Dopplerverbreiterung. Dabei wechselwirkt die Strahlung im Laserresonator mit unterschiedlichen Atomen oder Molekülen, d. h., es können Teilchen durch unerwünschte Frequenzen angeregt werden. Diese Atome stehen dann nicht mehr für den eigentlichen Laserprozess zur Verfügung. In der spektralen Darstellung (Frequenz gegen Besetzungsinversion oder Verstärkung aufgetragen) ergeben sich dann sogenannte Bennett-Löcher (nach William R. Bennett).

## Weiterführendes
- F. Kneubühl, M. Sigrist: Laser. 7. Auflage. Vieweg + Teubner, Wiesbaden 2008, ISBN 978-3-8351-0145-6.